# Romolo Squadrelli
Romolo Carlo Squadrelli (Milano, 1871 – Milano, 1941) è stato un architetto e decoratore italiano.

## Biografia
Nato a Milano, studiò presso la Scuola d'Arte e presso la Scuola Elementare di Architettura (1890-1892) e poi la Scuola Speciale di Architettura (1893-1896) dell’Accademia di Belle Arti di Brera con Camillo Boito, ottenendo le medaglie al merito. Come direttore delle opere dilizie collaborò con l'ingegnere Luigi Luiggi nella costruzione delle opere edilizie del porto militare di Puerto Belgrano a sud-est della città di Bahía Blanca in Argentina (1897-1902), segnalandosi per capacità e ingegno non comune unendo all'abilità artistica dell'architetto la perizia e l'abilità pratica nel dirigere i lavori (1899-1902).
Tornato in patria nel 1902, progettò ed edificò lo stabilimento di imbottigliamento dell'acqua San Pellegrino (1902-1904) e le stazioni della linea della Ferrovia elettrica di Val Brembana tra Bergamo e San Giovanni Bianco in stile Liberty, tinte rosso Capri, ricche di elementi decorativi (1906). Progettò e diresse i lavori di costruzione del quartiere operaio di Porta Venezia a Milano (1904-1909), la riedificazione dell'Hotel Milan e la progettazione e la construzione del Grand Hotel (1902-1905) in collaborazione con l'ingegner Luigi Mazzocchi e il complesso del Gran Kursaal - che comprende il Casinò (1905-1907) e il Teatro (1915) - di San Pellegrino, alla cui decorazione concorsero il pittore Francesco Malerba e i decoratori in vetro Giovanni Beltrami e Giovanni Buffa.
Nella stessa località termale, lavorò all’ampliamento dell'edificio comunale (1905-1906) e progettò il padiglione dell'Esposizione industriale che si svolse per tre estati consecutive (1910-1912). Attivo nell’edilizia residenziale, progettò e costruì numerose villette in stile Liberty a Milano e nelle località turistiche delle Prealpi lombarde, compresa la propria residenza in via Legnano. È sepolto nella tomba di famiglia da lui progettata nel Cimitero Monumentale di Milano.